# 祖国颂
《祖国颂》是1957年为纪念中华人民共和国成立八週年而创作的主旋律歌曲，由乔羽作词，刘炽谱曲。它本是作者为彩色宽银幕文献纪录片《祖国颂》所作的主题曲，旨在讴歌中国河山及建设成就，後者主要突出在三大改造完成、步入社会主义，以及一五计划完成、初步工业化等方面内容。